# Jan II Rode van Opsinnich

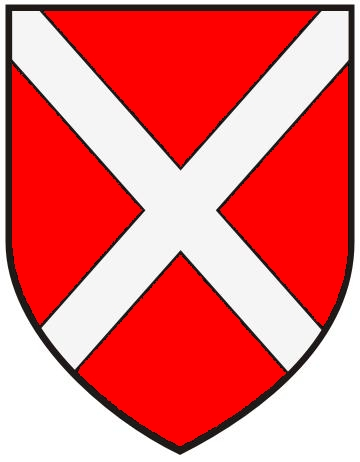
Familiewapen

Jan II Rode van Opsinnich was een zoon van Jan I Rode van Opsinnich en Catharina Hoen van den Broeck (van Spaubeek). 
Door zijn huwelijk werd Jan heer van kasteel Sipernau te Elen. In 1476 na het overlijden van zijn moeder werd hij heer van Spaubeek. Hij gaf het Kasteel Spaubeek de naam Heer Jans Geleen. Het huis met de hof en de goederen onder Spaubeek gelegen, met landerijen, bossen, broeken, weiden en beemden (ongeveer 55 bunder) was een leen van Valkenburg.

## Huwelijk en kinderen
Jan II Rode van Opsinnich trouwde met Maria van Mopertingen (-1476), erfdochter van kasteel Sipernau uit Elen (bij Maaseik in de Belgische provincie Limburg). Zij was een nazaat van ridder Adam van Mopertingen heer van Mopertingen.
Uit zijn huwelijk werd geboren:
- Frederik Rode van Opsinnich (-Neeroeteren, 1535) trouwde met Lismonde Pollart (ook genoemd Liefmonda Pollarts). Zij was een dochter van Diederick van Pollart de Jonge (9 maart 1472-) heer van Exaten, Roggenbosch en van Kouhlen/Coulen en Agnes van der Coulen erfdochter van Coulen. In 1535 sterft Frederik in Neeroeteren aan de gevolgen van een handgemeen met zijn neef jonker Rycalt Rhoe. Frederik van Opsinnich genaamd Rhoe wordt in 1515 met Sipernau beleend. Het grafmonument van Frederik de Rhoe (-1535) heer van Sipernau bevindt zich in de Sint-Lambertuskerk, in het centrum van Neeroeteren.[2]
- Jan III Rode van Opsinnich werd in 1537, na het overlijden van zijn broer Frederik, de nieuwe heer van Spaubeek. Hij trouwde met Catharina van Oerade erfdochter van Oedenrade, waaronder het kasteel Oedenrade te Vlodrop in de huidige gemeente Roerdalen. Hun zoon Dirk Rhoe van Obsinnich zou later het kasteel Oedenrade verwerven.[3]
  - Dirk Rode van Opsinnich. Hij bracht het huis, als Gelders leen, met voorhof, beemden, land en visrecht op de Roer, in bij zijn huwelijk op 8 juni 1554 met Catharina Keer van Froenhoven.[4]

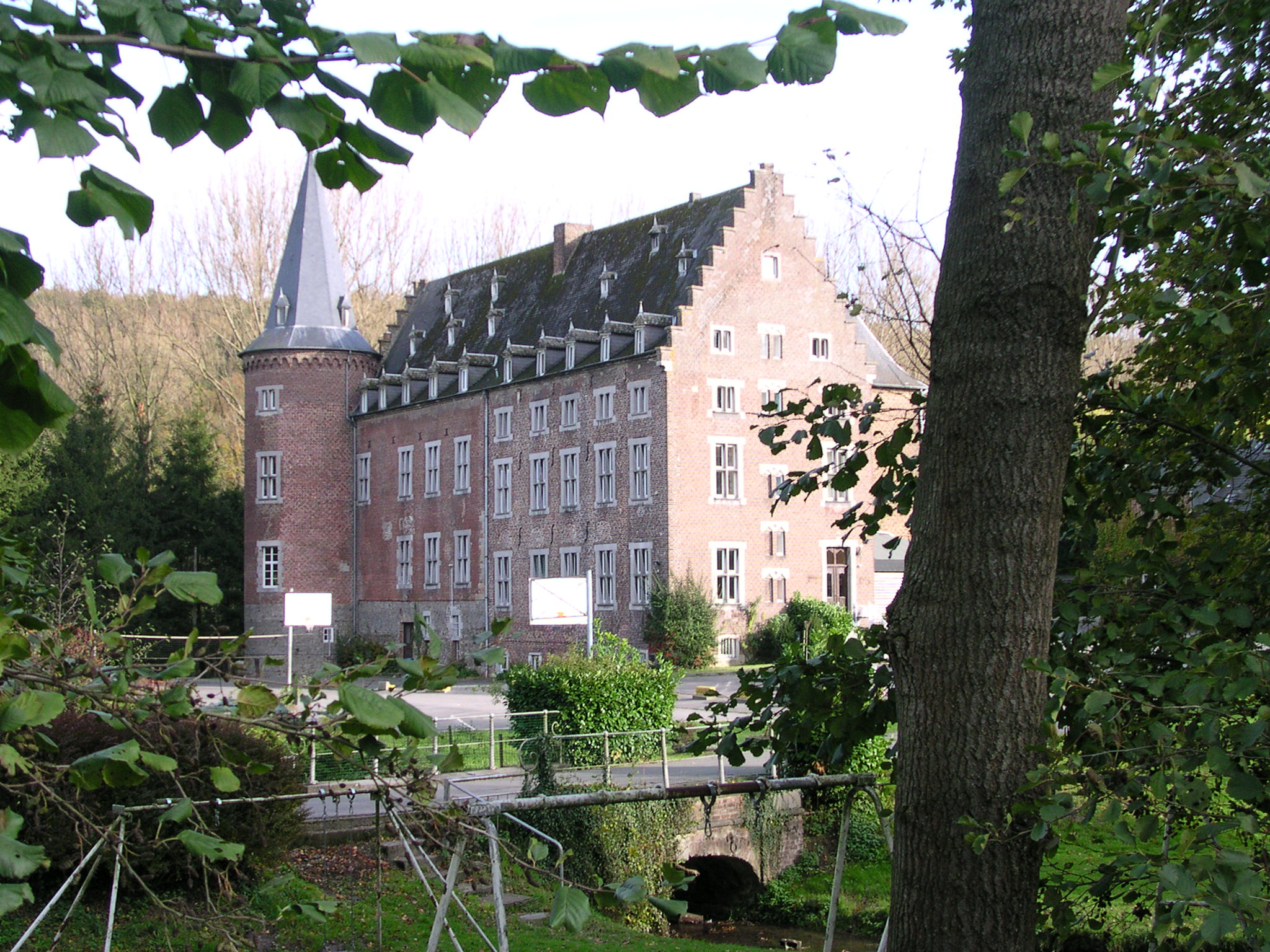
Kasteel van Obsinnich
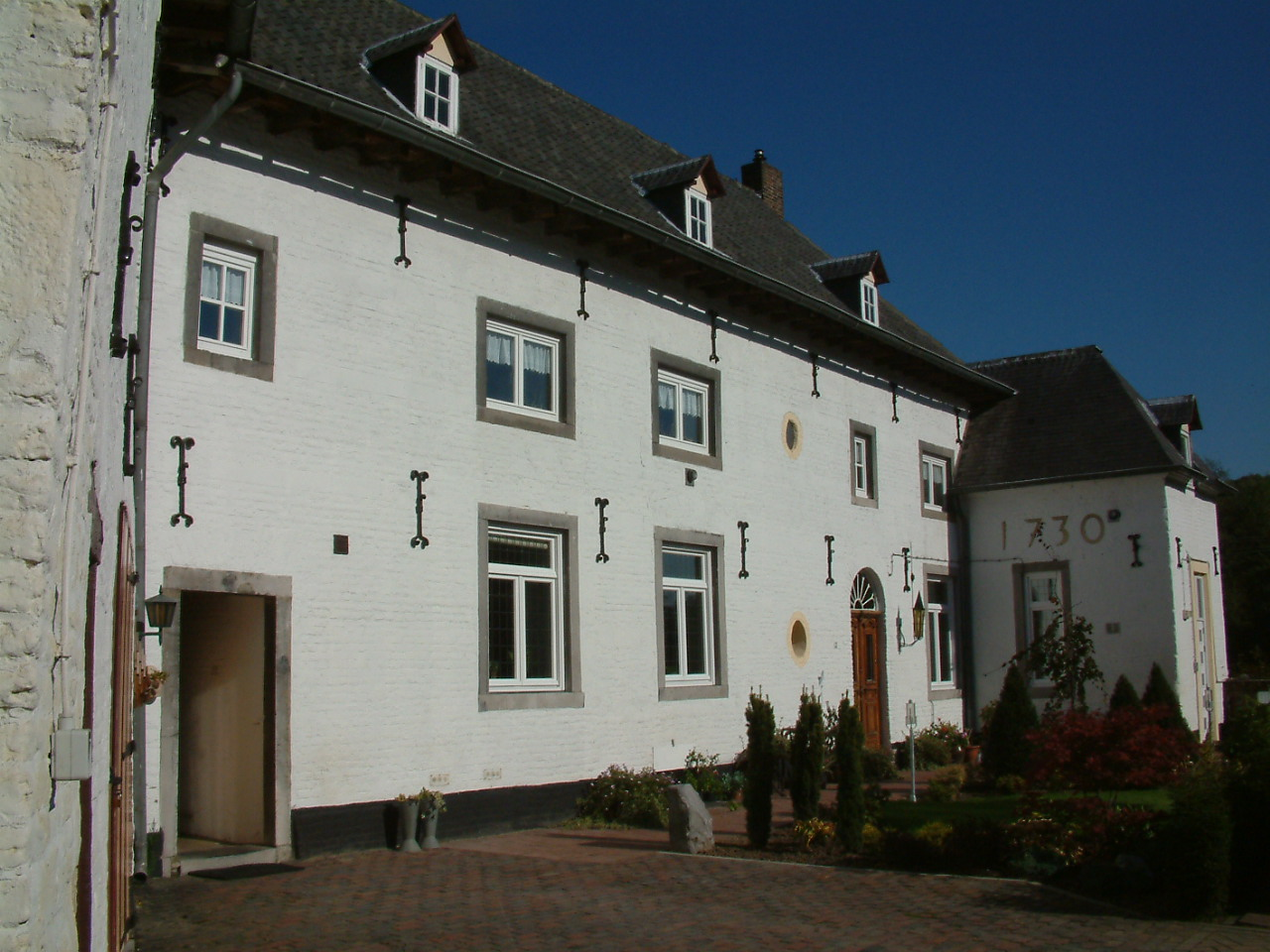
Kasteel Jansgeleen, binnenplaats
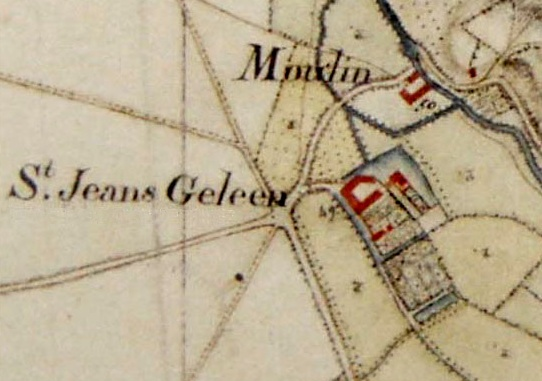
Fragment Tranchotkaart uit 1804/1805 met het kasteel, hoeve en molen Sint-Jansgeleen